# جاي إنغرام
جاي إنغرام هو مقدم تلفزيوني كندي، ولد في 20 مارس 1945.